# Hobart Rock
Hobart Rock är en klippa i Sydgeorgien och Sydsandwichöarna (Storbritannien). Den ligger i den nordvästra delen av Sydgeorgien och Sydsandwichöarna.
Terrängen runt Hobart Rock är huvudsakligen kuperad, men åt sydväst är den bergig. Havet är nära Hobart Rock åt nordost.  Trakten runt Hobart Rock är nära nog obefolkad, med mindre än två invånare per kvadratkilometer.